# Fritz Riedel (Widerstandskämpfer)

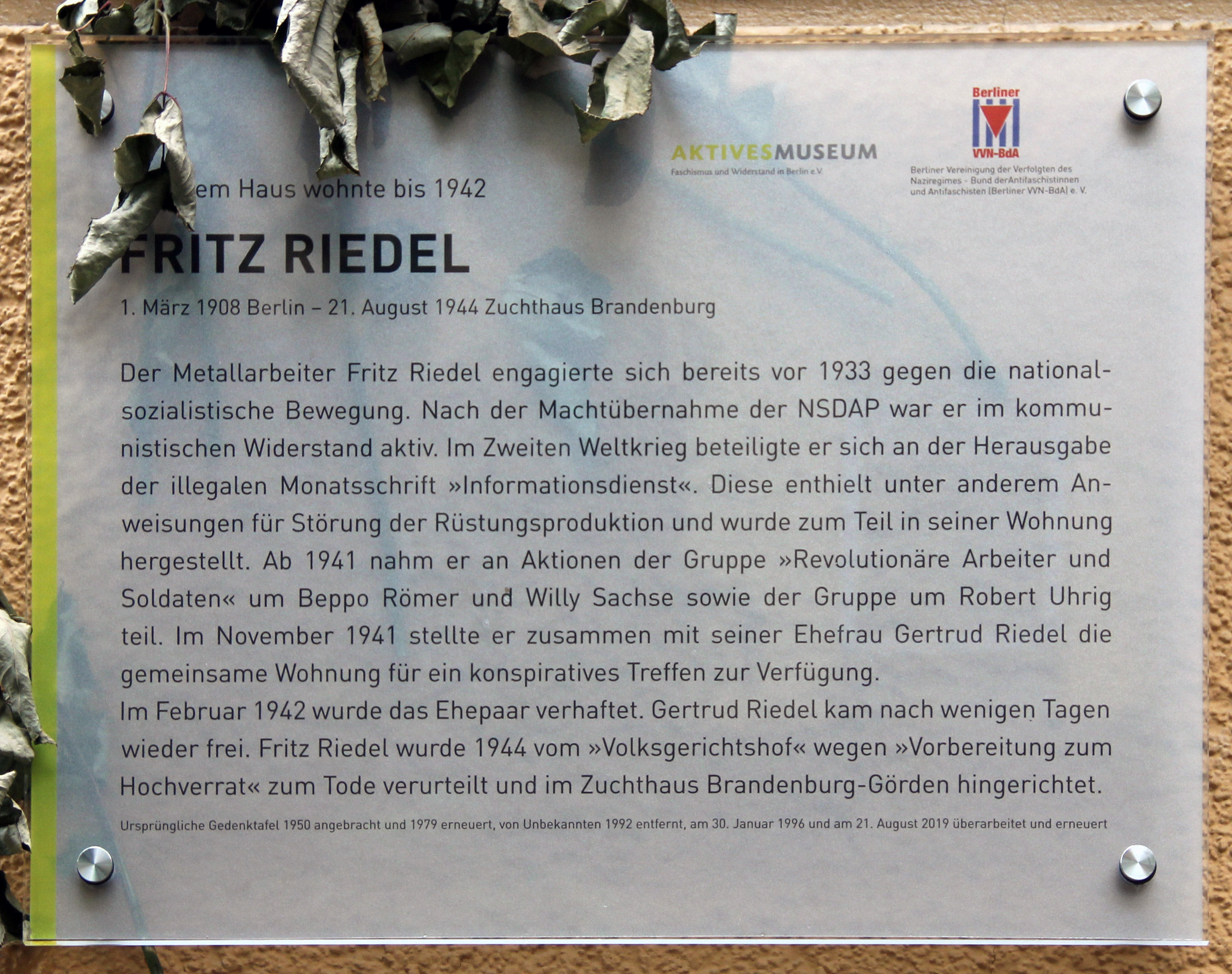
Gedenktafel am Haus, Rigaer Straße 64, in Berlin-Friedrichshain

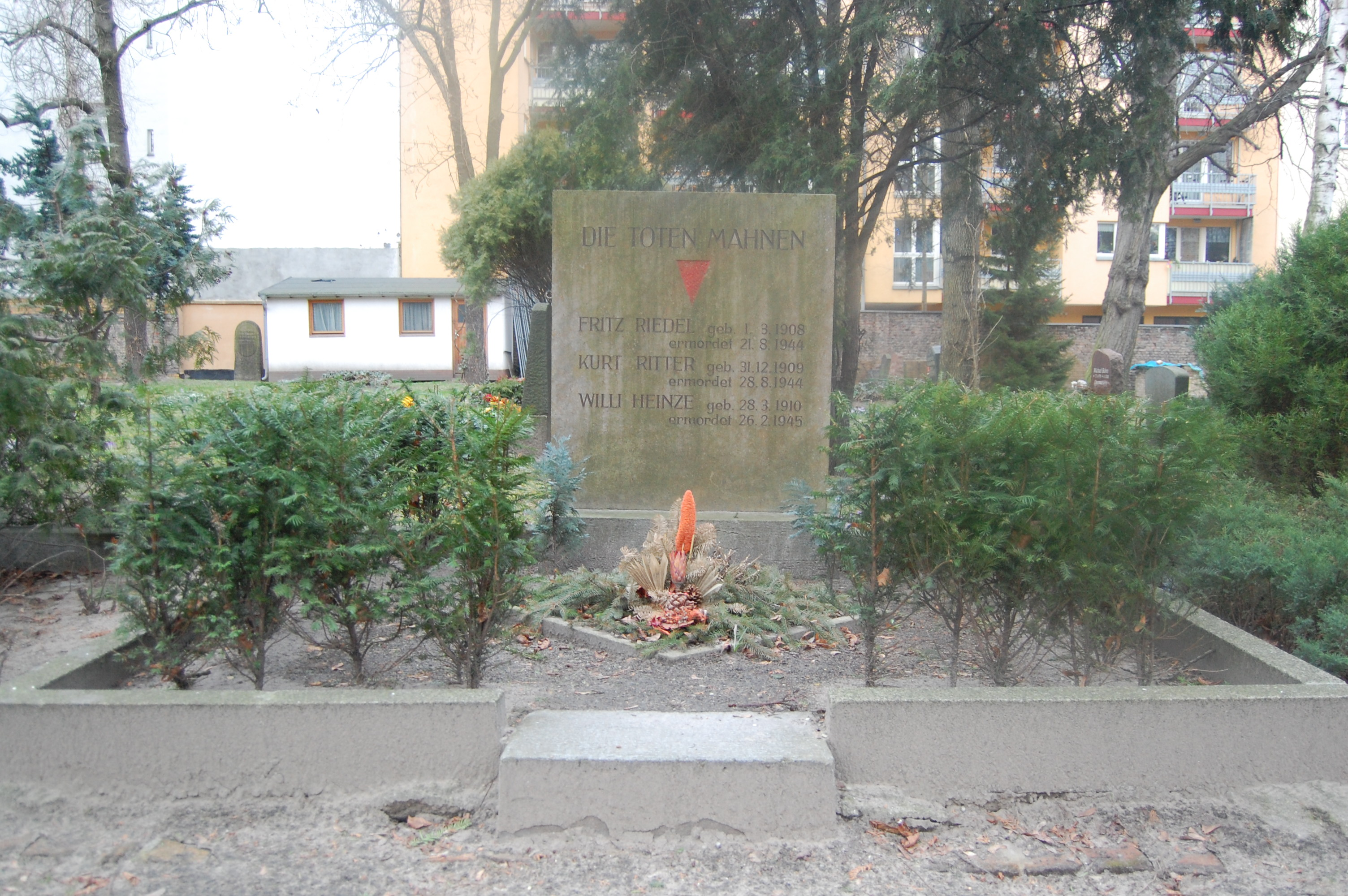
Gedenkstätte

Fritz August Karl Riedel (* 1. März 1908 in Berlin; † 21. August 1944 in Brandenburg) war ein deutscher Widerstandskämpfer gegen den Nationalsozialismus.

## Leben
Fritz Riedel wurde als Sohn des Zinkgießers August Riedel und dessen Ehefrau Anna geb. Richter in der elterlichen Wohnung in der Frankfurter Allee 11 (heute Hausnummer 91) in Berlin geboren. Er war gelernter Metallgießer und aktives Mitglied von Sparta Lichtenberg in der Arbeitersportbewegung (ATSB). 1934 heiratete er die Schneiderin Gertrud Edler aus Saargemünd. In der NS-Zeit schloss er sich der Widerstandsgruppe um Robert Uhrig an. Dort wirkte er im Untergrund als Kurier nach Essen, Hannover und München und half beim Aufbau von Widerstandszellen in Süddeutschland. In seiner Wohnung fand das erste Treffen Robert Uhrigs und Beppo Römers mit dem aus den Niederlanden illegal angereisten Instrukteur des KPD-Zentralkomitees Alfred Kowalke statt.
Im Januar 1942 wurde Fritz Riedel zur Wehrmacht eingezogen. Am 4. Februar 1942 wurde er jedoch von der Gestapo in Rathenow verhaftet und nach zwei Jahren Untersuchungshaft am 6. Juli 1944 vom Volksgerichtshof zum Tode verurteilt. Am 21. August 1944 wurde er im Zuchthaus Brandenburg mit dem Fallbeil enthauptet.
Seine Schwester Martha Butte, geborene Riedel, war ebenfalls im Widerstand aktiv.

## Ehrungen
- An seinem ehemaligen Wohnhaus bis 1942, in der Rigaer Straße 64 (Friedrichshain),  befand sich seit 1950 eine Gedenktafel, die 1992 verschwand und 1996 vom Aktiven Museum Faschismus und Widerstand in Berlin ersetzt wurde. Auch diese verschwand und ist anlässlich des 75. Jahrestages der Ermordung von Fritz Riedel erneuert worden.
- In Berlin Prenzlauer Berg wurde die Fritz-Riedel-Straße nach ihm benannt, in der er 1933 wohnte.
- Die Friedrichshainer Schule, die seinen Namen trug, wurden nach dem Ende der DDR umbenannt.
- Auf dem Friedhof der Georgen-Parochialgemeinde in der Berliner Boxhagener Straße gibt es eine Gedenkstätte für Fritz Riedel (gemeinsam mit Kurt Ritter und Willi Heinze).
- Fritz Riedel ist an der Ringmauer der Gedenkstätte der Sozialisten in Berlin-Friedrichsfelde genannt.
- Im Gamengrund gibt es seit 1974 einen Gedenkstein, der an die Kommunisten Josef Römer, Willy Sachse, Fritz Riedel und Kurt Ritter erinnert.